# Llano de Olmedo
Llano de Olmedo is een gemeente in de Spaanse provincie Valladolid in de regio Castilië en León met een oppervlakte van 14,92 km². Llano de Olmedo telt 61 inwoners (1 januari 2016).

## Demografische ontwikkeling
Bron: INE, 1857-2011: volkstellingen